# Малый Берчикуль
Малый Берчикуль — упразднённый посёлок в Тисульском районе Кемеровской области. На момент упразднения входил в состав Берчикульского сельского поселения. Исключен из учётных данных в 1997 году.

## География
Располагался на северо-западном берегу одноименного озера, на расстоянии примерно 3,5 км по прямой к северо-востоку от села Большой Берчикуль.

## Население
| 1970 | 1979 | 1989 |
| ---- | ---- | ---- |
| 211  | ↘137 | ↘31  |